# Senza numero civico
La locuzione senza numero civico, o il suo acronimo s.n.c., denota in toponomastica l'assenza o la mancata assegnazione del numero civico, ovverosia un numero che viene assegnato ad un edificio allo scopo di identificarlo in modo univoco nel contesto di una certa area per non confonderlo con altri edifici simili nella zona.
A fini amministrativi la circostanza rileva per la possibile insufficiente definizione dell'indirizzo di residenza o dimora abituale per le persone fisiche, o per quello della sede per l'impresa o le persone giuridiche in genere.